# Psychodomorpha
Infra-ordre
Synonymes
- Psychodata Steyskal, 1974[2]
- Psychodiformia Hennig, 1948[2]
- Psychomorpha Brues & al., 1954[2]

Les Psychodomorpha sont un infra-ordre d'insectes diptères. 

## Liste des familles et super-familles
Selon BioLib (31 mai 2019) :
- super-famille Anisopodoidea Alexander, 1927
  - famille Anisopodidae Edwards, 1921
  - famille Mycetobiidae Crampton, 1924
  - famille Protorhyphidae †
- super-famille Psychodoidea Crampton, 1924
  - famille Psychodidae Bigot, 1854
- super-famille Scatopsoidea Rohdendorf, 1951
  - famille Canthyloscelidae Shannon, 1927
  - famille Scatopsidae
- famille Perissommatidae